# 3-тя армія (Німецька імперія)
Не варто плутати з 3-тю німецькою армією часів Другої світової війни
3-тя а́рмія  (нім. 3. Armee / Armeeoberkommando 3 / A.O.K. 3) — армія Імперської армії Німеччини за часів Першої світової війни.

## Історія
3-тя армія (нім. 3. Armee) була сформована 2 серпня 1914 року.

## Командування

### Командувачі
- генерал-полковник Макс фон Гаузен (нім. Max von Hausen) (2 серпня — 12 вересня 1914);
- генерал кавалерії, з 27 січня 1915 генерал-полковник Карл фон Ейнем (нім. Karl von Einem) (12 вересня 1914 — листопад 1918).